# Liparis henryi
Liparis henryi är en orkidéart som beskrevs av Robert Allen Rolfe. Liparis henryi ingår i släktet gulyxnen, och familjen orkidéer. Inga underarter finns listade i Catalogue of Life.